# Fenriz
Gylve Fenris Nagell (nascido em 28 de novembro de 1971) é um músico norueguês, mais conhecido como Fenriz, cofundador, baterista, compositor e letrista da influente banda de black metal Darkthrone
Nascido com o nome Leif Gylve Nagell, ele posteriormente adotou o nome artístico Fenriz, uma variação de "Fenrir", o lobo mitológico da mitologia nórdica. Sua atuação foi fundamental para o desenvolvimento da segunda onda do Black Metal norueguês nos anos 1990.
Além do Darkthrone, Fenriz também esteve envolvido em diversos projetos paralelos e bandas, incluindo Isengard (banda) (projeto solo de folk/black metal), Neptune Towers (ambient/space music), Dødheimsgard, Storm e outros. Seu trabalho abrange uma vasta gama de estilos, refletindo seu profundo conhecimento e paixão por música underground.
Apesar de sua relevância e status icônico na cena, Fenriz é conhecido por evitar a fama e rejeitar os palcos. Ele se recusa a fazer turnês com o Darkthrone e raramente aparece em público, citando entre os motivos seu desinteresse por apresentações ao vivo e seu medo de viajar de avião.
Nos álbuns Transilvanian Hunger (1994) e Panzerfaust (1995), Fenriz compôs todas as músicas e gravou todos os instrumentos. No entanto, os vocais foram realizados por Nocturno Culto, parceiro de longa data no Darkthrone. Esse estilo de gravação minimalista contribuiu para a atmosfera crua e obscura que marcou essa fase da banda, sendo frequentemente (e erroneamente) interpretado como trabalho solo exclusivo de Fenriz.
Além da música, Fenriz atua como DJ e é entusiasta de música eletrônica e underground. Também ficou conhecido por promover bandas menos conhecidas por meio de suas seleções em rádios e listas de recomendações.

## Discografia

### Darkthrone
- 1991 - Soulside Journey
- 1992 - Crossing The Triangle Of Flames EP
- 1992 - A Blaze In The Northern Sky
- 1993 - Under A Funeral Moon
- 1994 - Transilvanian Hunger
- 1995 - Panzerfaust
- 1996 - Total Death
- 1997 - Goatlord
- 1999 - Ravishing Grimness
- 2001 - Plaguewielder
- 2003 - Hate Them
- 2004 - Sardonic Wrath
- 2006 - The Cult Is Alive
- 2007 - F.O.A.D.
- 2008 - Dark Thrones And Black Flags
- 2010 - Circle The Wagons
- 2013 - The Underground Resistance
- 2016 - Arctic Thunder
- 2019 - Old Star
- 2021 - Eternal Hails
- 2022 - Astral Fortress
- 2024 - It Beckons Us All.......

### Dødheimsgard
- 1995 - Kronet Til Konge

### Storm
- 1995 - Nordavind

### Neptune Towers
- 1994 - Caravans To Empire Algol
- 1995 - Transmissions From Empire Algol

### Isengard
- 1989 - Spectres over Gorgoroth (demo)
- 1991 - Horizons (demo)
- 1993 -  Vandreren (demo)
- 1994 - Vinterskugge (compilação)
- 1995 - Høstmørke

### Valhall
- 1995 - 	Moonstoned
- 1997 - 	Heading for Mars
- 2009 - 	Red Planet